# Kalle Vartola
Kalle Iivari Vartola (till 1932 Wallenius), född 9 maj 1931 i Viborg, död 4 juni 2007 i Helsingfors, var en finländsk arkitekt. 
Vartola blev student 1951, utexaminerades från Tekniska högskolan i Helsingfors 1960 och startade arkitektbyrån KVA 1964. Denna var under 1980- och 1990-talen en av Finlands största privata arkitektbyråer och bedrev omfattande projekt i utlandet, däribland elektronik- och pappersfabriker, kraftverk, sågverk, idrotts- och stadionanläggningar, bland annat i Ryssland, Ungern, Tyskland och Kina. I Finland ritade han ett rad större kontorsbyggnader, hotell, parkerings-, lager- och industrianläggningar, bland dem Sanoma Abp:s tryckericentrum (1979–2002) i Vanda, Strålskyddscentralens kanslihus i Helsingfors (1994) och Karleby stads hamn- och terminalbyggnader (2004). Även på Helsingfors-Vanda flygplatsområde planerade Vartolas byrå en rad större byggnadsprojekt, bland annat Finnairs kontorsbyggnader och verksamhetscenter (1993, 2001), Luftfartsverkets huvudkontor (1998) och flygplatshotellet Hilton (2007). Han var en framstående bassångare och var solist i radioorkestern, radiokören och radions kammarkör 1956–1962 och i Polyteknikkojen kuoro 1953–1960.